# Atletismo nos Jogos Pan-Americanos de 2007 - Revezamento 4x100 m feminino
O revezamento 4x100 metros feminino foi um dos eventos do atletismo nos Jogos Pan-Americanos de 2007, no Rio de Janeiro. A prova foi disputada no Estádio Olímpico João Havelange nos dias 27 (semifinais) e 28 de julho (final) com 44 atletas de 11 países.

## Medalhistas
|  | JAM Jamaica                                                   |  | USA Estados Unidos                                              |  | CUB Cuba                                                |
|  | Sheri-Ann Brooks Tracy-Ann Rowe Aleen Bailey Peta Gaye Dowdie |  | Shareese Woods Mechelle Lewis Alexis Weatherspoon Mikele Barber |  | Virgen Benavides Roxana Díaz Misleidys Lazo Anay Tejeda |

## Recordes
Recordes mundiais e pan-Americanos antes da disputa dos Jogos Pan-Americanos de 2007.
| Tipo                             | Atleta            | Tempo   | Local    | Data                 |
| -------------------------------- | ----------------- | ------- | -------- | -------------------- |
|                                  | Alemanha Oriental | 41.37 s | Canberra | 6 de outubro de 1985 |
| Recorde dos Jogos Pan-Americanos | Jamaica           | 42.62 s | Winnipeg | 30 de julho de 1999  |

## Resultados
- Q: classificação por tempo na série.
- q: classificação por melhores tempos no geral.
- DNS: não competiu na prova.

### Semifinal
A semifinal foi disputada em 27 de julho.
| Semifinal 1 | Semifinal 1 | Semifinal 1           | Semifinal 1          | Semifinal 1 | Semifinal 1 |
| Result.     | Result.     | Equipe                | Atletas              | Tempo       | Qual.       |
| Pos.        | Geral       | Equipe                | Atletas              | Tempo       | Qual.       |
| ----------- | ----------- | --------------------- | -------------------- | ----------- | ----------- |
| 1           | 1           | USA Estados Unidos    | Shareese Woods       | 43.07 s     | Q           |
| 1           | 1           | USA Estados Unidos    | Mechelle Lewis       | 43.07 s     |             |
| 1           | 1           | USA Estados Unidos    | Alexis Weatherspoon  | 43.07 s     |             |
| 1           | 1           | USA Estados Unidos    | Mikele Barber        | 43.07 s     |             |
| 2           | 2           | CUB Cuba              | Virgen Benavides     | 43.46 s     | Q           |
| 2           | 2           | CUB Cuba              | Yenima Arencibia     | 43.46 s     |             |
| 2           | 2           | CUB Cuba              | Misleidys Lazo       | 43.46 s     |             |
| 2           | 2           | CUB Cuba              | Anay Tejeda          | 43.46 s     |             |
| 3           | 4           | PUR Porto Rico        | Beatriz Cruz         | 44.05 s     | Q           |
| 3           | 4           | PUR Porto Rico        | Celiangeli Morales   | 44.05 s     |             |
| 3           | 4           | PUR Porto Rico        | Jennifer Gutiérrez   | 44.05 s     |             |
| 3           | 4           | PUR Porto Rico        | Carol Rodríguez      | 44.05 s     |             |
| 4           | 7           | TRI Trinidad e Tobago | Ayanna Hutchinson    | 44.16 s     | q           |
| 4           | 7           | TRI Trinidad e Tobago | Sasha Springer-Jones | 44.16 s     |             |
| 4           | 7           | TRI Trinidad e Tobago | Nandelle Cameron     | 44.16 s     |             |
| 4           | 7           | TRI Trinidad e Tobago | Fana Ashby           | 44.16 s     |             |
| 5           | 9           | BAH Bahamas           | Shaniqua Ferguson    | 45.13 s     |             |
| 5           | 9           | BAH Bahamas           | Tivanna Thompson     | 45.13 s     |             |
| 5           | 9           | BAH Bahamas           | Tamica Clarke        | 45.13 s     |             |
| 5           | 9           | BAH Bahamas           | Shandria Brown       | 45.13 s     |             |
| 6           | 11          | ECU Equador           | Lorena Mina          | 46.55 s     |             |
| 6           | 11          | ECU Equador           | Yessica Perea        | 46.55 s     |             |
| 6           | 11          | ECU Equador           | Paola Sánchez        | 46.55 s     |             |
| 6           | 11          | ECU Equador           | Erika Chávez         | 46.55 s     |             |

| Semifinal 2 | Semifinal 2 | Semifinal 2               | Semifinal 2             | Semifinal 2 | Semifinal 2 |
| Result.     | Result.     | Equipe                    | Atletas                 | Tempo       | Qual.       |
| Pos.        | Geral       | Equipe                    | Atletas                 | Tempo       | Qual.       |
| ----------- | ----------- | ------------------------- | ----------------------- | ----------- | ----------- |
| 1           | 3           | BRA Brasil                | Thatiana Ignacio        | 43.98 s     | Q           |
| 1           | 3           | BRA Brasil                | Lucimar Moura           | 43.98 s     |             |
| 1           | 3           | BRA Brasil                | Thaissa Presti          | 43.98 s     |             |
| 1           | 3           | BRA Brasil                | Luciana Santos          | 43.98 s     |             |
| 2           | 5           | SKN São Cristóvão e Neves | Tanika Liburd           | 44.11 s     | Q           |
| 2           | 5           | SKN São Cristóvão e Neves | Desarie Walwyn          | 44.11 s     |             |
| 2           | 5           | SKN São Cristóvão e Neves | Tameka Williams         | 44.11 s     |             |
| 2           | 5           | SKN São Cristóvão e Neves | Virgil Hodge            | 44.11 s     |             |
| 3           | 6           | JAM Jamaica               | Tracy-Ann Rowe          | 44.12 s     | Q           |
| 3           | 6           | JAM Jamaica               | Nadine Palmer           | 44.12 s     |             |
| 3           | 6           | JAM Jamaica               | Peta Gaye Dowdie        | 44.12 s     |             |
| 3           | 6           | JAM Jamaica               | Eva Goulbourne          | 44.12 s     |             |
| 4           | 8           | COL Colômbia              | Briggite María Merlano  | 44.53 s     | q           |
| 4           | 8           | COL Colômbia              | Felipa Alicia Palacios  | 44.53 s     |             |
| 4           | 8           | COL Colômbia              | Mirtha Brock            | 44.53 s     |             |
| 4           | 8           | COL Colômbia              | Darlenys Obregon        | 44.53 s     |             |
| 5           | 10          | CHI Chile                 | María Carolina Díaz     | 45.50 s     |             |
| 5           | 10          | CHI Chile                 | María Fernanda Mackenna | 45.50 s     |             |
| 5           | 10          | CHI Chile                 | Daniela Ri de Relli     | 45.50 s     |             |
| 5           | 10          | CHI Chile                 | Daniela Pavez           | 45.50 s     |             |

### Final
A final do revezamento 4x100 metros rasos feminino foi disputada em 28 de julho as 18:10 (UTC-3).
| Pos.              | Equipe                    | Atletas              | Tempo   |
| ----------------- | ------------------------- | -------------------- | ------- |
| Medalha de ouro   | JAM Jamaica               | Sheri-Ann Brooks     | 43.58 s |
| Medalha de ouro   | JAM Jamaica               | Tracy-Ann Rowe       | 43.58 s |
| Medalha de ouro   | JAM Jamaica               | Aleen Bailey         | 43.58 s |
| Medalha de ouro   | JAM Jamaica               | Peta Gaye Dowdie     | 43.58 s |
| Medalha de prata  | USA Estados Unidos        | Shareese Woods       | 43.62 s |
| Medalha de prata  | USA Estados Unidos        | Mechelle Lewis       | 43.62 s |
| Medalha de prata  | USA Estados Unidos        | Alexis Weatherspoon  | 43.62 s |
| Medalha de prata  | USA Estados Unidos        | Mikele Barber        | 43.62 s |
| Medalha de bronze | CUB Cuba                  | Virgen Benavides     | 43.80 s |
| Medalha de bronze | CUB Cuba                  | Roxana Díaz          | 43.80 s |
| Medalha de bronze | CUB Cuba                  | Misleidys Lazo       | 43.80 s |
| Medalha de bronze | CUB Cuba                  | Anay Tejeda          | 43.80 s |
| 4                 | PUR Porto Rico            | Beatriz Cruz         | 43.81 s |
| 4                 | PUR Porto Rico            | Celiangeli Morales   | 43.81 s |
| 4                 | PUR Porto Rico            | Jennifer Gutiérrez   | 43.81 s |
| 4                 | PUR Porto Rico            | Carol Rodríguez      | 43.81 s |
| 5                 | SKN São Cristóvão e Neves | Tanika Liburd        | 44.14 s |
| 5                 | SKN São Cristóvão e Neves | Desarie Walwyn       | 44.14 s |
| 5                 | SKN São Cristóvão e Neves | Tameka Williams      | 44.14 s |
| 5                 | SKN São Cristóvão e Neves | Virgil Hodge         | 44.14 s |
| 6                 | BRA Brasil                | Thatiana Ignacio     | 44.14 s |
| 6                 | BRA Brasil                | Lucimar Moura        | 44.14 s |
| 6                 | BRA Brasil                | Thaissa Presti       | 44.14 s |
| 6                 | BRA Brasil                | Luciana Santos       | 44.14 s |
| 7                 | TRI Trinidad e Tobago     | Ayanna Hutchinson    | 44.33 s |
| 7                 | TRI Trinidad e Tobago     | Sasha Springer-Jones | 44.33 s |
| 7                 | TRI Trinidad e Tobago     | Nadelle Cameron      | 44.33 s |
| 7                 | TRI Trinidad e Tobago     | Fana Ashby           | 44.33 s |
| —                 | COL Colômbia              | —                    | DNS     |